# Ma Yingnan
Dans ce nom, le nom de famille, Ma, précède le nom personnel.
Pour les articles homonymes, voir Ma.
Ma Yingnan, née le 3 mars 1984 à Shenyang, est une judokate chinoise.

## Palmarès international en judo
| Championnats d'Asie | Championnats d'Asie | Championnats d'Asie |
| Année               | Médaille            | Catégorie           |
| ------------------- | ------------------- | ------------------- |
| 2015                | or                  | –52 kg              |
| 2016                | argent              | –52 kg              |